# Palapa D
O 'Palapa D' ou Palapa D1 é um satélite de comunicação geoestacionário indonésio da série Palapa construído pela Thales Alenia Space, ele está localizado na posição orbital de 113 graus de longitude leste e é operado pela Indosat. O satélite foi baseado na plataforma Spacebus-4000B3 e sua expectativa de vida útil é de 15 anos. O satélite não conseguiu atingir a órbita geoestacionária devido a uma falha do Longa Marcha 3B, mas a Thales Alenia Space foi capaz de manobrá-lo para a órbita geoestacionária planejada, embora com um tempo de vida reduzido.

## Lançamento
O satélite foi lançado com sucesso ao espaço no dia 31 de agosto de 2009, às 09:28 UTC, por meio de um veículo Longa Marcha 3B, a partir do Centro Espacial de Xichang, na China. Devido a uma falha do terceiro estágio do veículo de lançamento não conseguiu colocar o satélite na órbita planejada, o seu motor de 400 newton de apogeu foi posteriormente utilizado (em um modo não nominalmente) para elevá-lo à órbita geoestacionária. Devido ao gasto de combustível durante estas manobras, a expectativa é do satélite ainda ter combustível suficiente para cerca de dez anos de operações. Ele tinha uma massa de lançamento de 4.100 kg.

## Capacidade e cobertura
O Palapa D é equipado com 35 transponders em banda C e 5 em banda Ku para fornecer serviços de telecomunicações para a Indonésia, os países da ASEAN, os países asiáticos, Oriente Médio e Austrália.